# 국소 질환
국소 질환(영어: localized disease)은 발목 염좌, 손의 종기, 손가락의 농양과 같이 신체의 한 기관계 또는 일반적인 부위에서 시작되어 그 부위에 국한되는 감염성 또는 종양성 과정이다.
국소 질환은 전파 질환(disseminated disease) 및 전신 질환과 대조된다.

## 같이 보기
- 전신병